# Tremulous
Tremulous 是带有第一人称射击，即时战略双重色彩的自由开源游戏 。Tremulous的汉语意思是颤抖。Tremulous是一个组队作战的第一人称射击游戏（FPS），没有单人游戏模式。玩家可以从2个独特的种族──外星异形和人类之间选择一个加入。在游戏中，两队都能够建造各自的设施，就像一个实时战略游戏。这些设施提供了许多功能，其中最重要的是再生点。建设者必须确保有再生点否则死亡的其他队友将无法重新加入游戏，而任意一方没有活着的成员即意味着戰败。设施包括自动化基地防御系统、医疗设施等。

## 游戏玩法

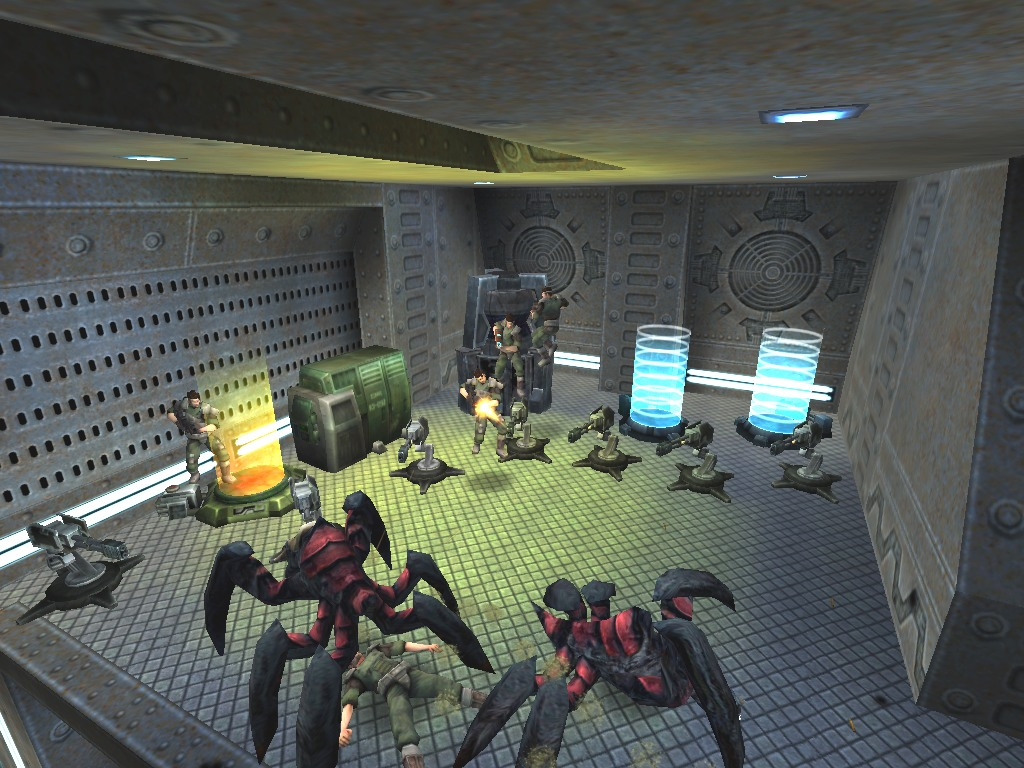
人类基地被『Dragon'袭击

Tremulous总目标是消灭对方的队伍：彻底阻止它们返回战场──破坏对方的所有再生点，然後消灭所有敌人和敌方设施。游戏过程中双方各有3个等级，杀死敌人的数量为升级条件。

### 人类军队

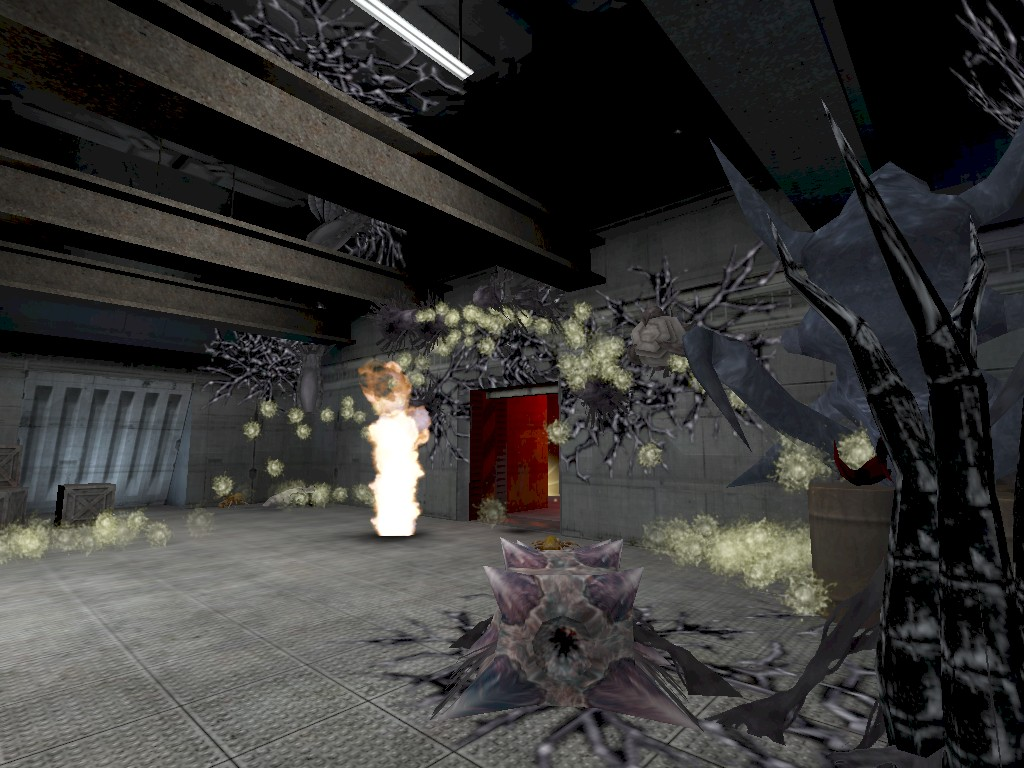
人类的手雷在外星异形基地爆炸

两种初始装备，可以通过设施更换武器。武器須使用获取的点数交换，所有人员起始自带一个医疗包和一把防身武器。

### 异形
|  | 起始有两种类型可选。损失的生命会缓慢自动恢复。异形拥有多种不同的进化形式。 |

## 评价
2006年获得Mod DB最佳独立游戏奖项。

## 历史
Tremulous的流行是作为独立的游戏存在的，而不是Mod，因为它发布在2005，晚於大多数MOD，所以画面质量也比较高。雷神之锤III引擎源代码释放後，开发项目启动，ioquake3才完善了Tremulous。发布1.1版本，之后发布的GPP已经到了2009年12月4日，不过其MOD团体也能通过Tremulous的代码简单修改制作新MOD。GPP版本一直测试，收集测试数据并进行游戏平衡调整。GPP版本时常更新，不包含新的图像/音效，但是使用更新的引擎。